# DaBaby
Джонатан Линдейл Кирк (англ. Jonathan Lyndale Kirk; род. 22 декабря 1991, Кливленд, Огайо), более известный как DaBaby — американский рэпер и автор песен. Стал известен после релиза лид-сингла «Suge» в поддержку дебютного альбома. Песня сумела набрать более 150 миллионов прослушиваний в Spotify.
В марте 2019 года он выпустил свой дебютный студийный альбом под названием Baby on Baby, пиковыми позициями которого стали 25 и 5 строчки в Billboard 200 и Apple Music соответственно.
В мае 2020 года его песня совместно с Родди Рич «Rockstar» заняла первую строчку в чарте Apple Music «Топ-100 в мире».

## Личная жизнь
Джонатан Линдейл Кирк родился 22 декабря 1991 года в Кливленде, штат Огайо. Переехал с семьей в Шарлотт, Северная Каролина, когда ему было 6 лет. Там он воспитывался в не очень благоприятном районе, где часто преступал закон, садясь за руль с просроченными правами или торгуя наркотиками. Он два года учился в Университете Северной Каролины в Гринсборо, но не закончил учёбу, заявив, что поступил в колледж только ради своих родителей. Он вырос, слушая Эминема, 50 Cent и Лил Уэйна вместе со своими двумя старшими братьями. У DaBaby два ребёнка. Второй студийный альбом Kirk посвящён отцу исполнителя, умершего в 2019 году. Брат DaBaby, Глен Джонсон, совершил самоубийство в ноябре 2020 года. Кирк является христианином.
В ноябре 2018 года его обвинили в хранении огнестрельного оружия после драки в одном из супермаркетов Walmart, в Хантерсвилле, Северная Каролина, в результате которой он застрелил девятнадцатилетнего парня, с которым и вступил в конфликт. Кирк подтвердил свою причастность к произошедшему и сказал, что «действовал в целях самообороны». Все обвинения в его сторону были сняты в марте 2019 года.

## Карьера
Линдейн видел музыку способом вдохновлять людей, помогать им, поэтому начал активно ею заниматься. Изначально он взял псевдоним «Baby Jesus» (ребёнок Иисуса), но потом сменил его на постоянное сценическое имя «DaBaby» из-за того, что для многих оно показалось достаточно спорным и оскорбительным.
В 2015 году он выпускает свой дебютный микстейп «Nonfiction», а через год «God’s Work: Resurrected», который создал интерес около Джонатана. Сингл «Light Show» с последнего микстейпа набрал больше миллиона прослушиваний в SoundCloud и DatPiff, а просмотры видеоклипа на YouTube преодолели порог в два миллиона просмотров.
23 января 2019 года он официально подписывает контракты с Interscope Records и South Coast Music Group. Спустя 2 месяца на свет выходит его дебютный студийный альбом «Baby on Baby», которому удаётся дебютировать с 25 позиции в Billboard 200, а лид-сингл «Suge» с дебютной пластинки добирается до 27 строчки на второй недели в Billboard Hot 100.
27 сентября 2019 года вышел второй студийный альбом Kirk.
17 апреля 2020 года был выпущен третий студийный альбом Blame It on Baby.
20 ноября 2020 года был выпущен дебютный мини-альбом My Brother’s Keeper (Long Live G), посвящённый умершему брату DaBaby.
12 ноября 2021 года вышел второй мини-альбом Back On My Baby Jesus Sh!t Again.
28 февраля 2022 года DaBaby анонсировал совместный микстейп Better Than You с YoungBoy Never Broke Again. Он был выпущен 4 марта.
В феврале 2025 года DaBaby провёл свой концерт в Москве.

## Конфликты
В 2018 году американские СМИ опубликовали запись с камер видеонаблюдения, на которых видно, как DaBaby нападает на 19-летнего Джейлина Крэйга в магазине Walmart. Зачинщиком конфликта, судя по кадрам, стал сам рэпер. Стоит заметить, что DaBaby был оправдан судом, так как он якобы действовал в целях самообороны. Однако попавшее в сеть видео указывает на обратное.
25 июля 2021 года DaBaby на фестивале Rolling Loud в Майами сказал: «Если вы не пришли сегодня с ВИЧ, СПИДом или каким-либо из смертельных заболеваний, передающимися половым путём, которые заставят вас умереть через две-три недели, тогда включите фонарики на вашем мобильном телефоне. Дамы, если ваша киска пахнет водой, включите фонарики на вашем мобильном телефоне. Парни, если вы не сосёте член на стоянке, включите фонарики на вашем мобильном телефоне». Его слова вызвали негативную реакцию, и Кирк ответил на обвинения так: «То, что я и мои фанаты делаем на концерте, это не касается вас, нигги в интернете, или вас, суки в интернете». Он утверждал, что его фанаты-геи не болеют ВИЧ или СПИДом, потому что они не «мерзкие нигги-геи или наркоманы».

## В популярной культуре
Весной 2021 года стали популярны мемы, связанные с DaBaby. Они содержат в себе сюрреалистические изображения музыканта, например, смесь DaBaby и кабриолета, вдохновлённая строчкой из сингла «Suge»: «Я превращу ниггу в кабриолет».

## Дискография
Студийные альбомы
- Baby on Baby (2019)
- Kirk (2019)
- Blame It on Baby (2020)
- Baby on Baby 2 (2022)

## Туры
- Baby on Baby Tour (2019)
- Kirk Tour (2019)[32]
- Live Show Killa Tour (2021)[33]
- Baby on Baby 2 Tour (2022)